# 1370 pr. n. št.

## Rojstva
- Nefretete, žena faraona Ehnatona († 1330 pr. n. št.)
- Mlajša gospa, žena faraona Ehnatona in mati faraona Tutankamona († 1330 pr. n. št.)

## Smrti
- Arnuvanda I., kralj Hetitov (* ni znano)